# National Museum of Ireland – Archaeology
National Museum of Ireland – Archaeology (irsk: Ard-Mhúsaem na hÉireann – Seandálaíocht, ofte kendt som "NMI") er en afdeling af National Museum of Ireland, der ligger på Kildare Street i Dublin, Irland, og som specialiserer sig i irske og andre antikviteter fra tenalderen til senmiddelalderen.
Museet blev etableret under Science and Art Museum Act af 1877. Inden dette var museets samlinger delt mellem Royal Dublin Society og Natural History Museum på Merrion Street. Det blev opført af far og søn Thomas Newenham Deane og Thomas Manly Deane, der begge var arkitekter.
Samlingen indeholder genstande fra forhistorisk Irland inklusive moselig, jernalder- og bronzealder-genstande som øksehoveder, sværd og skjolde i bronze, sølv og guld, hvoraf det tidligste er dateret til ca. 7000 f.v.t. Museet har verdens største samling af insulær kunst. Derudover har det en stor samling af middelalderligt metalarbejde, vikingegenstande inklusive sværd og mønter, og klassisk egenstande fra Oldtidens Egypten, Cypern og Romerriget.
Blandt museets udstillede genstande er den berømte Tara-broche, der stammer fra 700 e.Kr. og Derrynaflankalken fra omkring samme tidspunkt, samt Broighter-skatten fra første århundrede, Faddan More Psalter og Ralaghan-idolet. Blandt moseligene i samlingen er Gallagh-manden, Clonycavan-manden, Old Croghan-manden og Baronstown West-manden.

## Galleri
- Corleckhovedet fra  første eller andet århundrede. Fundet i Drumeague, County Cavan, Irland ca. 1855.[4]
- Keltisk broche fra 600-tallet, Arthurstown, County Kildare
- Ballinderry-brochen, ca. 600
- Sølvbroche fra 800-tallet, Rathlin Island, County Antrim
- The Kilmainham-brochen fra slutningen af 700-tallet eller begyndelsen af 800-tallet, med designtræk fra både piktere og vikingekunst
- Keltisk brocher fra 800-tallet, County Meath
- Roscrea-brochen, 800-tallet
- Moylough Belt-Shrine, 700-tallet. Fundet i en mose i Sligo i 1945
- Kalken fra Ardagh-skatten, 700- eller 800-tallet
- Tully Lough Cross, 700- eller 800-tallet
- Derrynaflankalken, 700- eller 800-tallet. Dele af Derrynaflan depotfundet blev gjort i 1980 nær Killenaule, County Tipperary.[5]
- Cross of Cong, tidlig 1100-tal
- Shrine of St. Patrick's Bell, ca. 1100
- Shrine of Saint Lachtin's Arm, ca. 1118–1121.
- Shrine of St Patrick's Tooth, 1100- og 1300-tallet